# 야코포 바사노

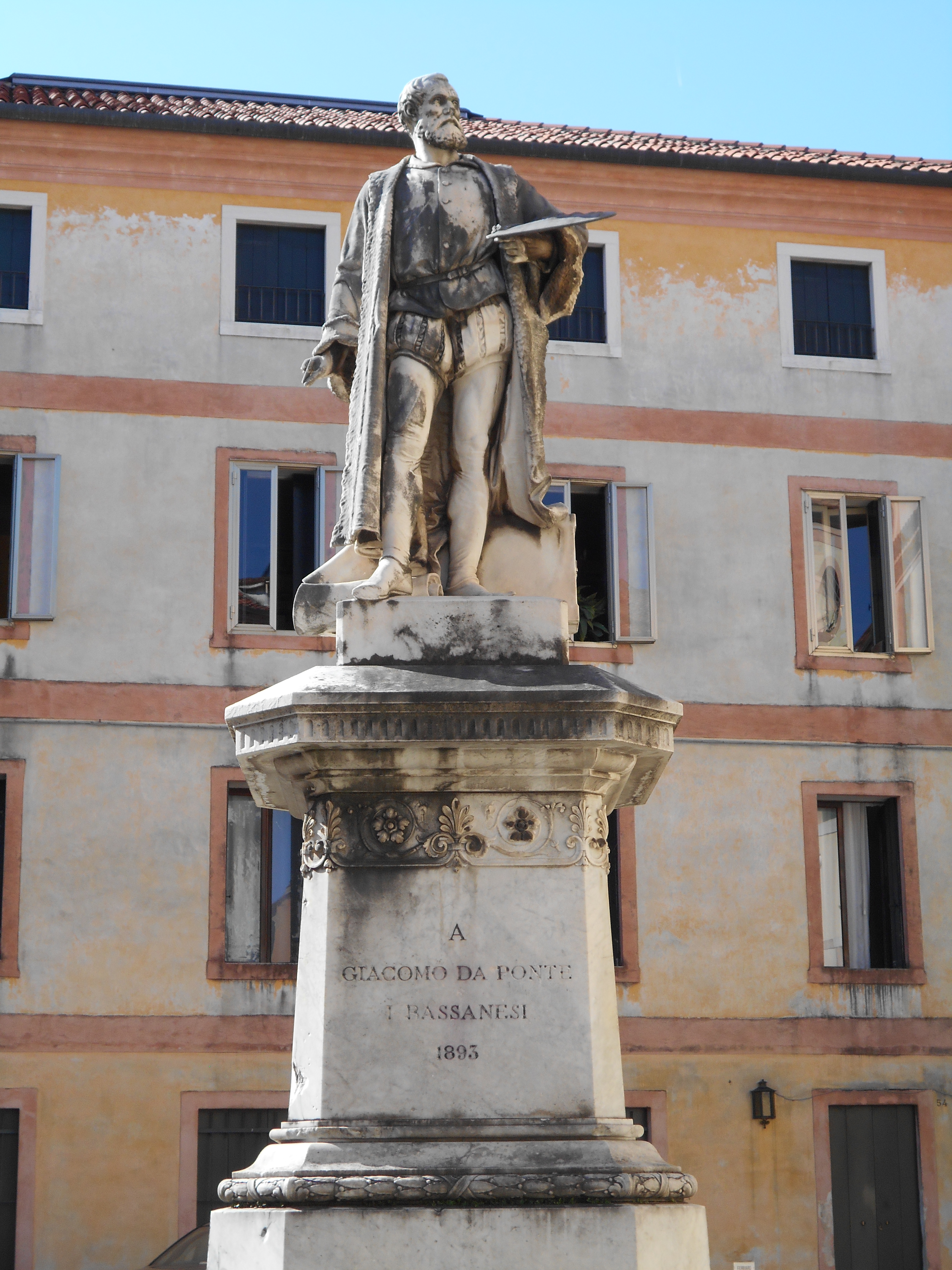
바사노델그라파에 있는 야코포 바사노 조각상

야코포 바사노(Jacopo Bassano, 1510년경~1592년 2월 14일)는 베니스 근처 바사노델그라파 출신의 이탈리아 화가이다. 야코포 달 폰테(Jacopo dal Ponte)라는 이름으로도 알려져 있다. 그는 아버지인 프란체스코 대제의 작업장에서 수업을 받으며 주로 종교화와 풍경화, 풍속화를 그렸다. 실제로 그는 종종 농촌 풍속화로 성경 속 주제를 다루어 농부, 동물 및 농촌 풍경을 매우 정확하게 묘사했다. 바사노의 그림은 베니스에서 큰 인기를 끌었고, 결국 유럽 전역으로 퍼지게 되었다. 그의 네 아들 소 프란체스코 바사노, 조반니 바티스타 다 폰테, 레안드로 바사노, 지롤라모 다 폰테도 역시 그를 따라 예술가가 되었으며 스타일과 주제에서 아버지 바사노를 면밀히 따랐다.

## 생애

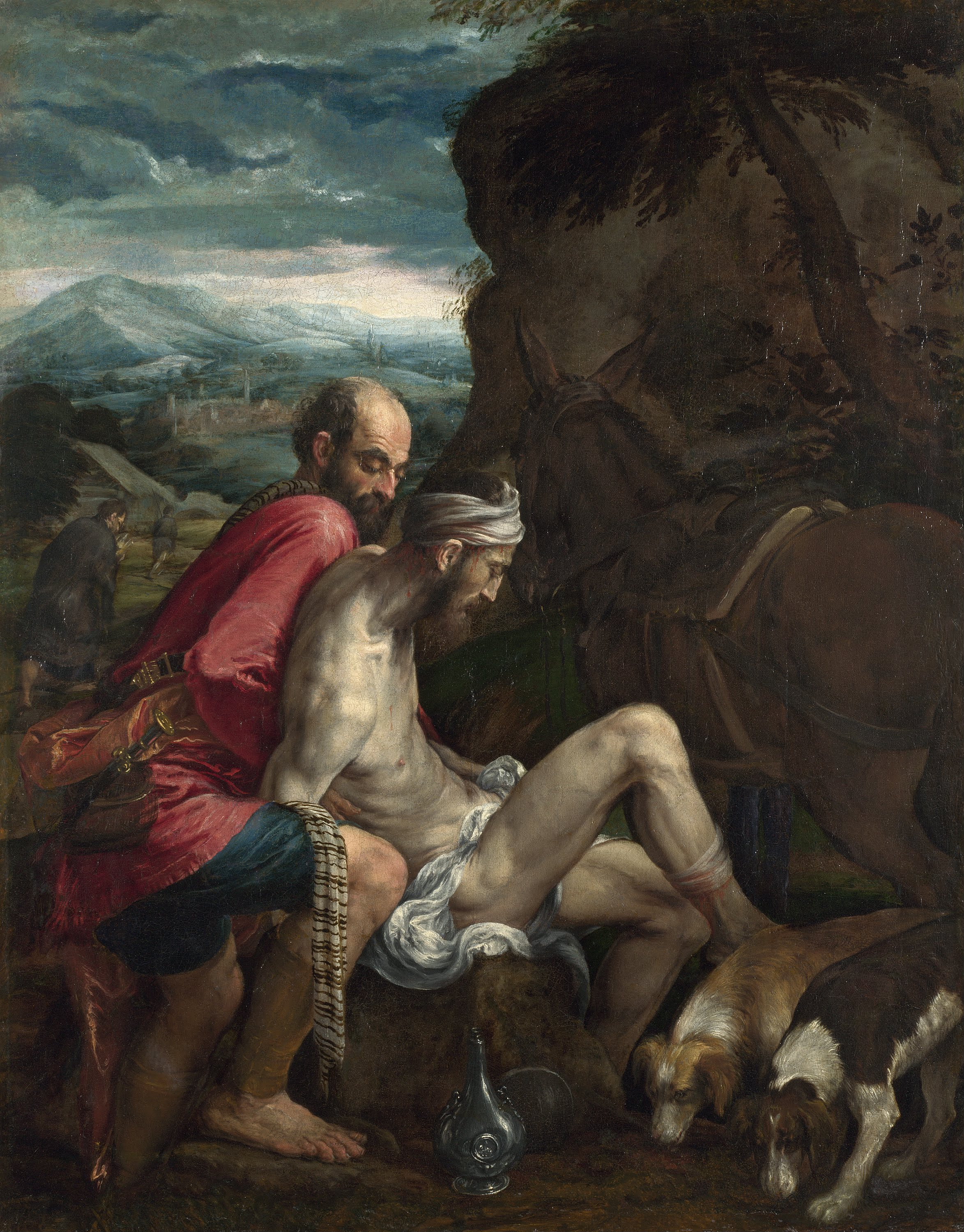
《착한 사마리아인》, 1562년~1563년경, 내셔널 갤러리

야코포 바사노는 1510년경에 베니스 시내에서 약 65km 정도 떨어진 바사노델그라파 마을에서 태어났다. 그의 아버지, 프란체스코 일 베키오(Francesco il Vecchio)는 주로 종교 작품을 제작하는 가족 워크숍을 운영한 지역에서 성공한 화가였다. 어린 시절 바사노는 아버지의 작업장에서 견습생으로 일하면서 회화의 기초를 배우고 측량, 지도 제작, 공학에 대한 경험도 얻었다. 이런 보다 실용적인 분야에서의 그의 기술은 베네토의 역동적인 풍경을 묘사하는 것이 그의 많은 그림에서 왜 그토록 중요한 역할을 하게 되었는지 설명하는 데 도움이 된다. 바사노는 결국 1530년대에 베니스로 가서 보니파치오 베로네세(보니파치오 데 피타티) 밑에서 그림을 배웠을 것으로 추측되며, 티치아노와 일 포르데노네와 같은 예술가들의 작품을 접하게 되었다. 1539년 아버지가 돌아가신 후 그는 바사노델그라파로 돌아와 영구적으로 거주지를 마련하였고, 1546년에는 엘리사베타 메르자리(Elisabetta Merzari)와 결혼했다. 그는 가족 워크숍의 경영을 맡게 되었고 후에 그의 네 아들 소 프란체스코 바사노, 조반니 바티스타 다 폰테, 레안드로 바사노, 지롤라모 다 폰테도도 들어가게 되었다. 1592년 그가 죽은 후에도 그의 아들들은 계속해서 그의 스타일로 수많은 작품을 만들어냈고, 이로 인해 후대 미술사학자들은 어떤 작품이 야코포 본인이 만들었고 어떤 작품이 그의 자손들이 만들었는지를 확실하게 알아내기 어렵게 되었다.

## 작품
다른 현대 예술가의 스타일을 실험하고 흡수하는 바사노의 능력은 그의 작품에서 볼 수 있는 4가지 뚜렷한 시기에 분명히 드러난다. 각 시대는 바사노가 자신의 미학과 동료들의 스타일을 조화롭게 조화시키는 작업을 보여준다.

### 초기 작품

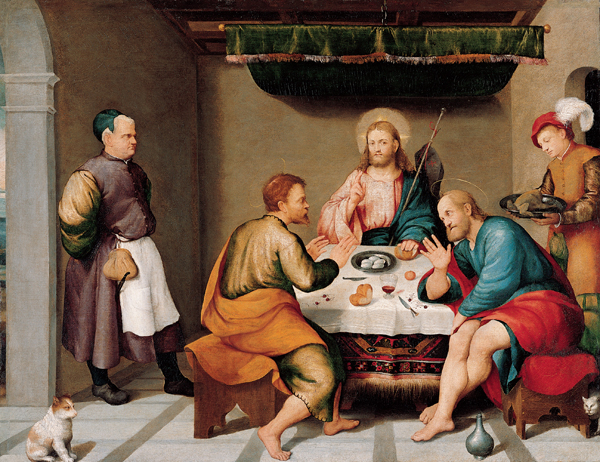
《에마오의 만찬》, 1538년, 킴벨 미술관

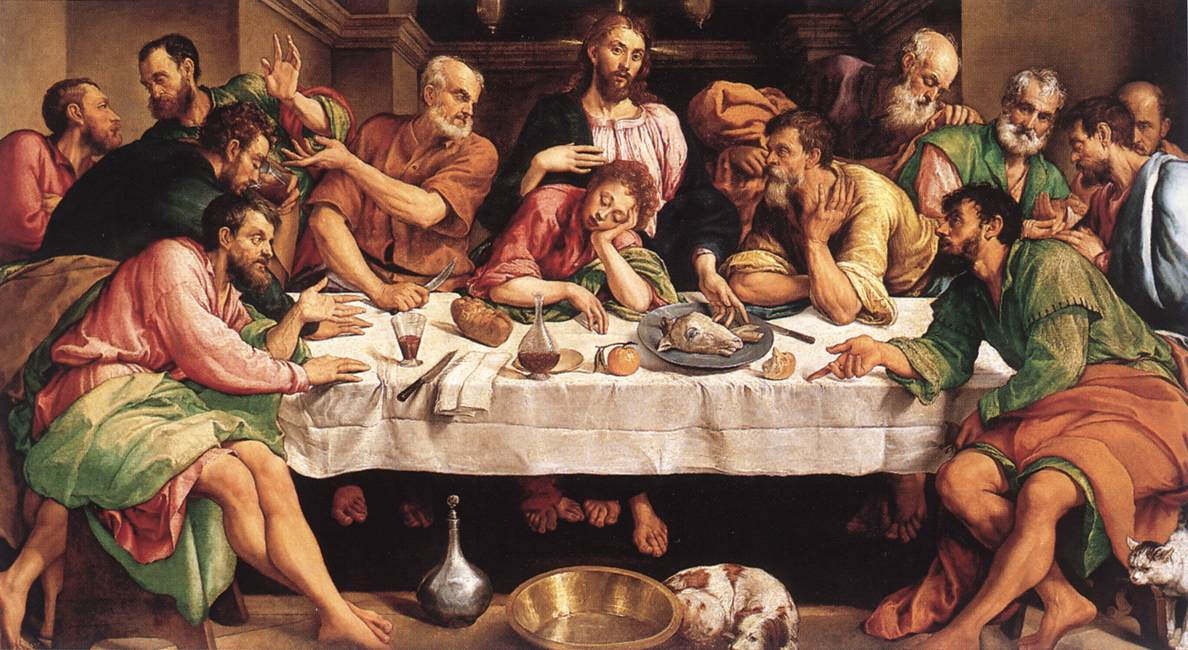
《최후의 만찬》, 1542년, 보르게세 미술관

보니파치오 데 피타티는 어린 제자에게 티치아노의 작품을 지속적으로 보여주었는데, 이러한 영향으로 바사노의 초기 작품에서 티치아노의 영향이 뚜렷하게 드러난다. 바사노의 초기 작품, 특히 《에마오의 만찬》(1538)에서은 그가 티치아노의 초기 작품에서 보았던 화려한 색채에 대한 평생의 집착을 보여준다. 지역 교회를 위해 제작한 이 작품에서 바사노는 캔버스를 풍부하고 밝은 색으로 채워 인물과 주변 환경을 구별하는 데 용이하도록 했다. 그는 동시대 화가들의 관습에서 벗어나 그리스도의 모습을 그림 뒤쪽에 배치하고 그 주변에 있는 평신도들이 작품 구성에서 더 중요한 역할을 하도록 했다. 복장에서도 독특한 모습을 보여주었는데, 많은 르네상스 예술가가 고전 로마의 패션과 동일시했던 드레이핑되고 형태가 없는 직물로 인물을 꾸미는 대신, 바사노는 16세기 옷을 입은 인물들을 등장시켰다. 많은 미술사학자들은 바사노가 1542년에 그린 《최후의 만찬》 속 테이블에 놓인 다양한 음식, 누워 있는 개, 의자 주위를 기어다니는 고양이, 그리고 수많은 부차적인 인물들로 보아 그가 당시의 예술적 관습에 의존하기보다는 실제 삶에서 그림을 그렸다는 것을 증명하는 것이라고 생각했다.
바사노의 1530~1550년대 그림은 뒤러, 파르미자니노, 틴토레토, 라파엘로 등을 포함한 다양한 예술적 영향을 드러낸다. 당시 열렬한 수집가였던 그는 이들 화가들의 작품을 판화로 접했을 것으로 보인다.

### 후기 작품
1550년대 후반부터 바사노의 작품은 소박한 주제에 대한 관심이 특징이었다. 그는 티치아노 등의 목가화와 판화를 활용하여 목동과 동물이 시골을 돌아다니는 모습을 묘사한 작품을 만들었다. 그는 르네상스 화가들처럼 고대 로마의 배경에 종교적 장면을 배치한 것과는 달리, 나무와 꽃이 인물만큼이나 세심하게 묘사되어 더욱 자연스러운 풍경 속에 인물들을 배치했다. 그의 대부분의 그림은 그의 고향인 바사노델그라파 주변의 풍경을 배경으로 그려졌다. 농업 현장의 모습을 자주 묘사했던 그의 그림들은 베네치아 본토를 농업 생산성이 높은 지역으로 변모시키려는 지속적인 노력을 반영하고 있지만, 그의 작품 중 일부는 환경 관리 부실의 위험성을 암시하는 것처럼 보인다.
바사노는 그의 후기 작품에서도 빛의 표현을 실험하곤 했다. 그의 경력의 마지막 수십 년 동안 그는 인공 조명으로 마치 야상곡과 같은 밤 풍경을 그린 최초의 예술가 중 한 명이 되었다. 이런 종류의 그림은 당시 지역 대중에게 엄청난 인기를 끌었고, 바사노의 그림은 높은 가치를 지니게 되었다.

## 갤러리

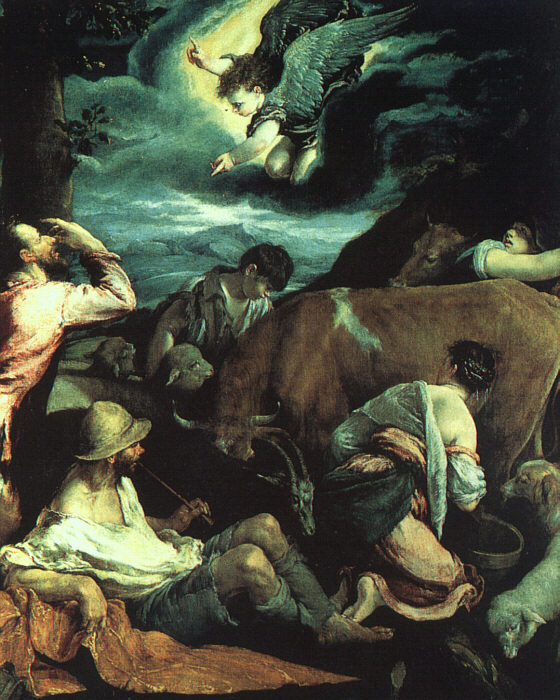
《목자들에게 보내는 수태고지》, 1533년, 벨부아 성
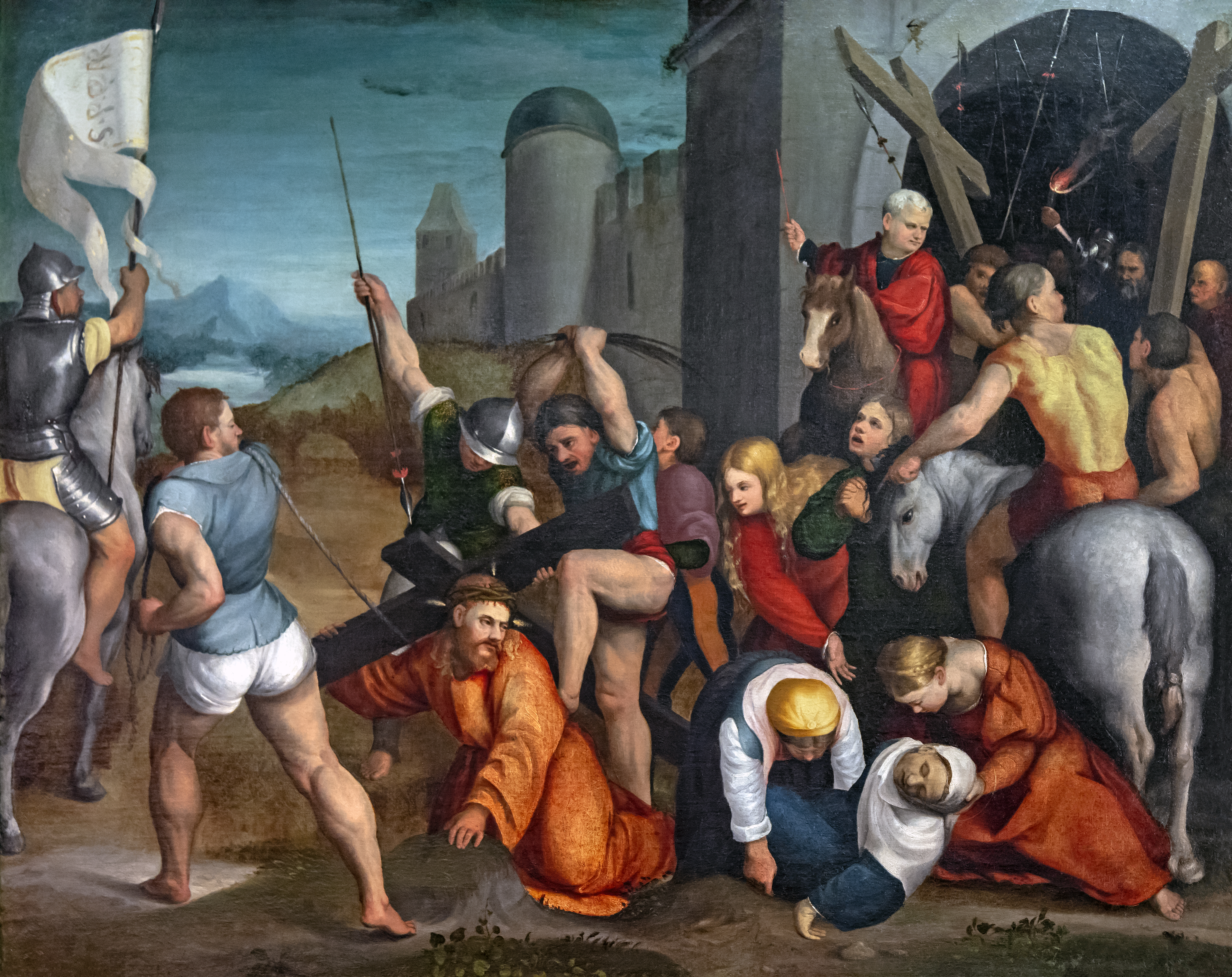
《갈보리로 가는 길》, 1535년~1538년
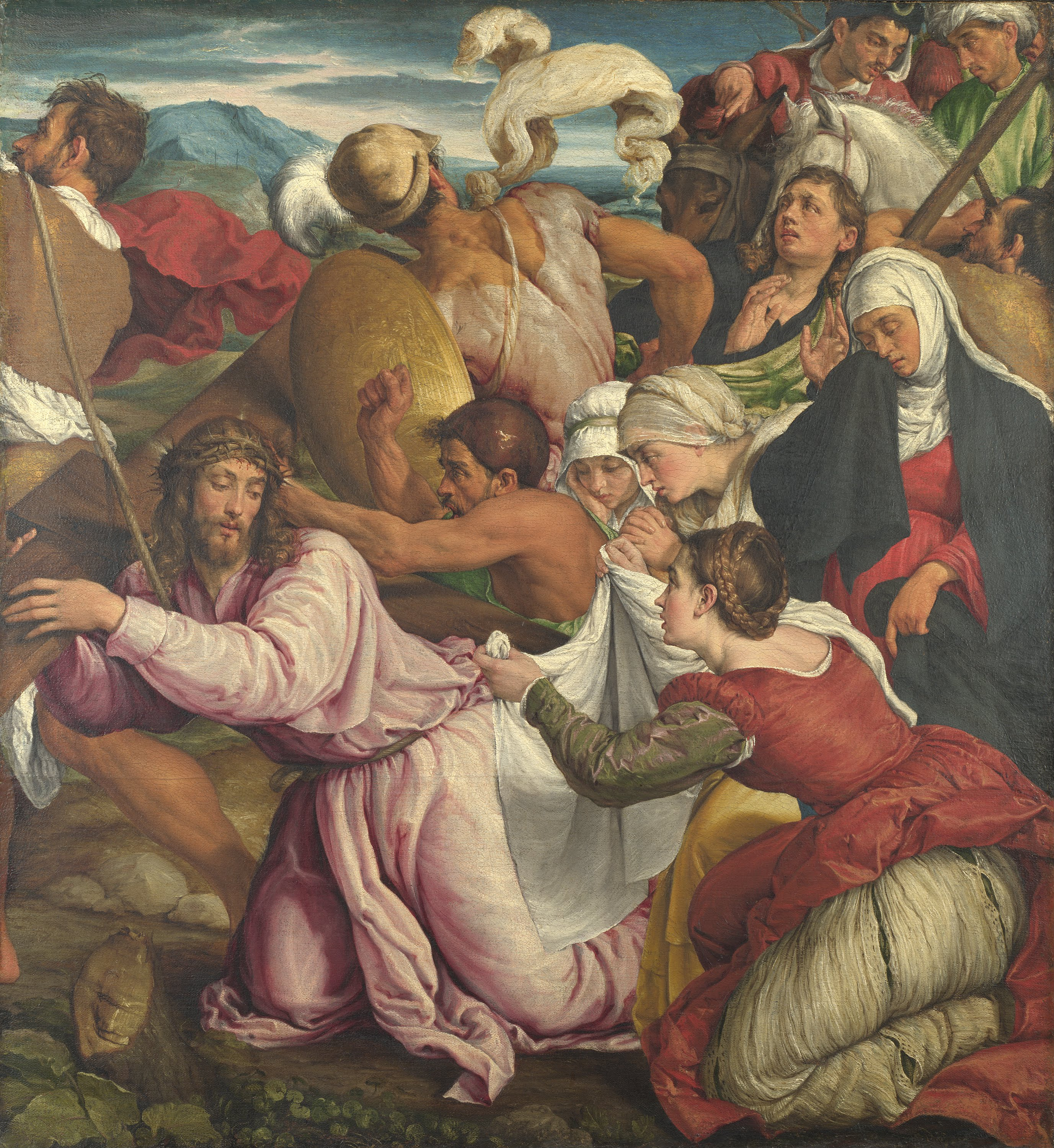
《갈보리로 가는 길》, 1540년경, 내셔널 갤러리
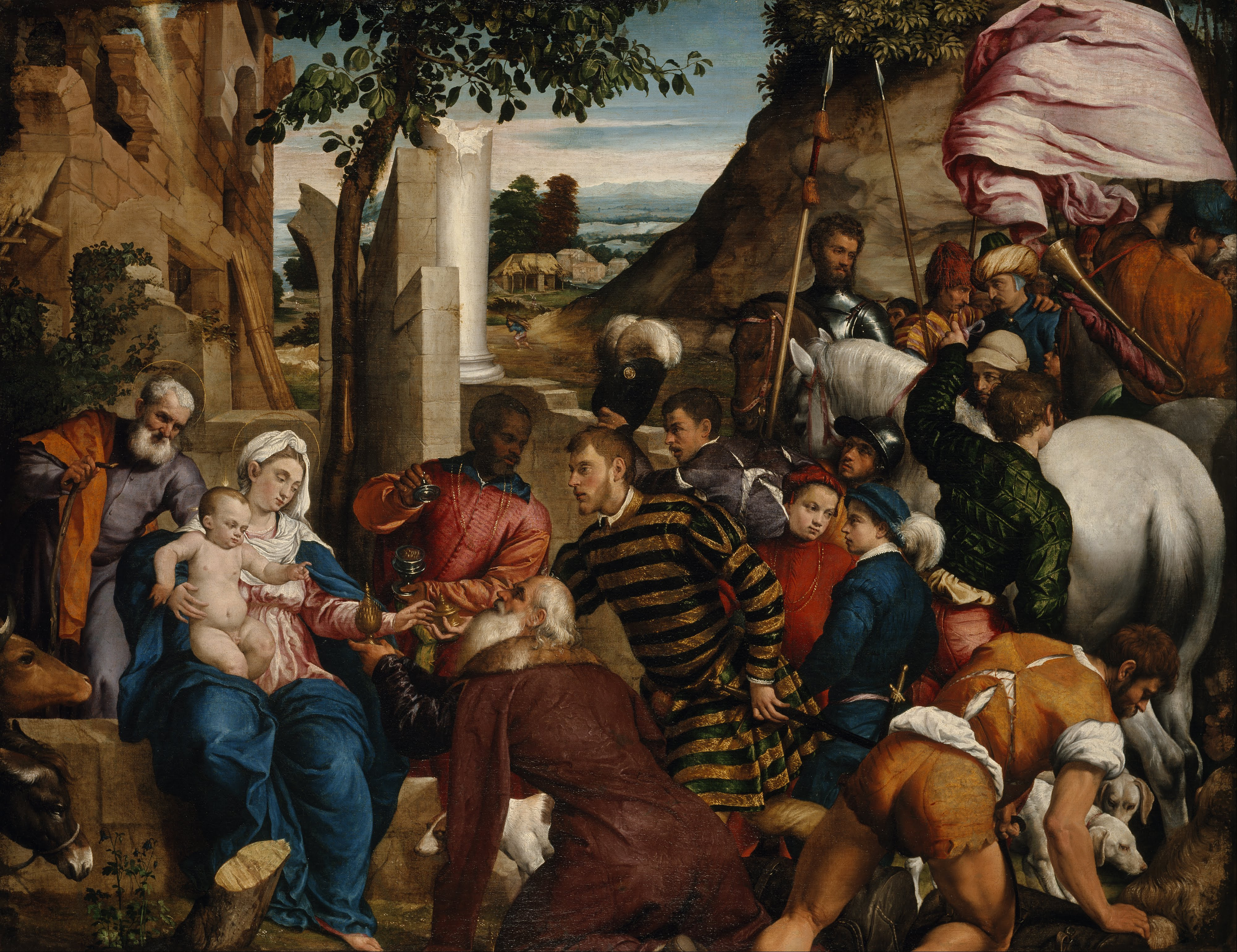
《왕들의 예배》, 1540년대 초, 스코틀랜드 국립미술관
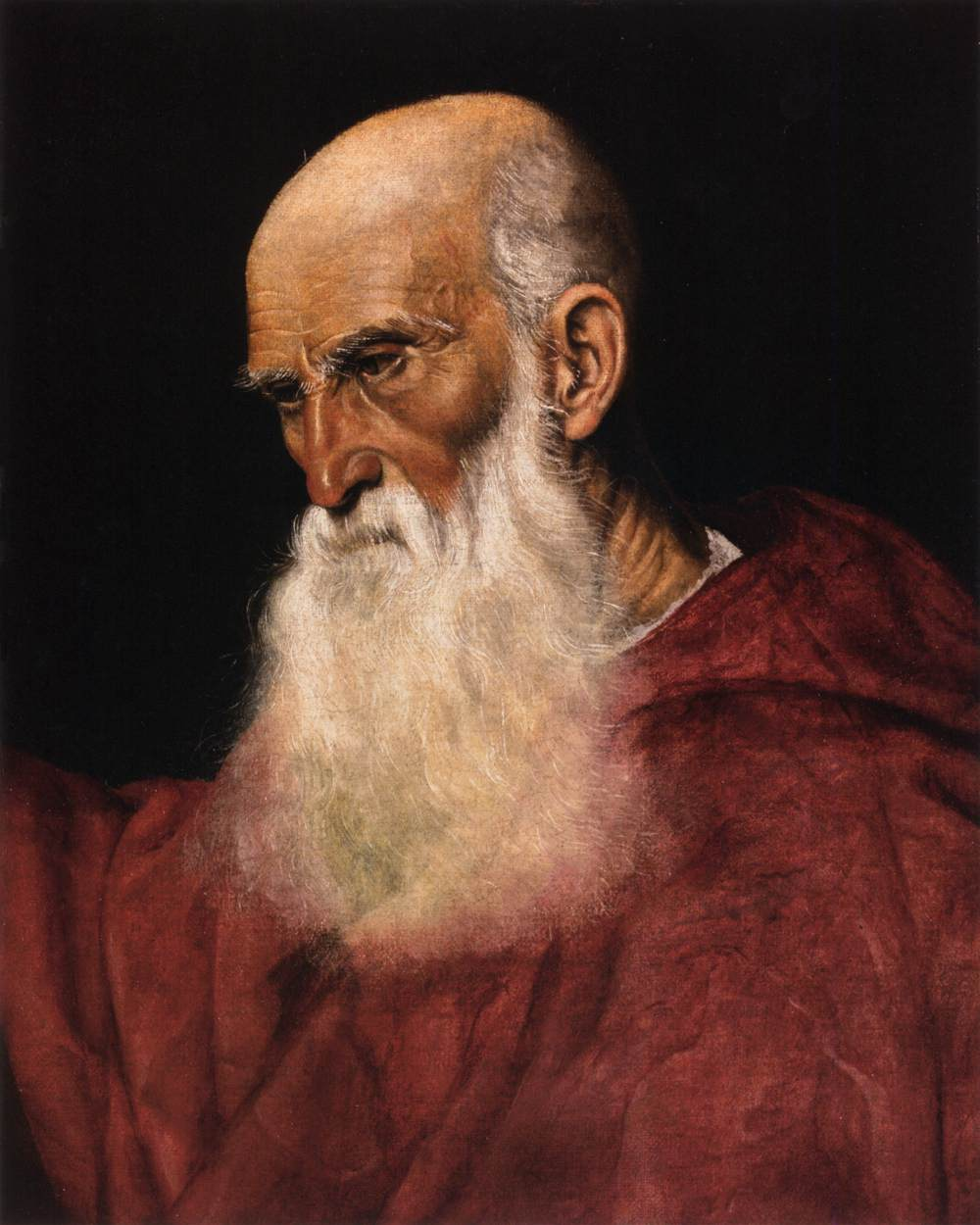
《추기경의 초상화》, 1545년경, 부다페스트 미술관
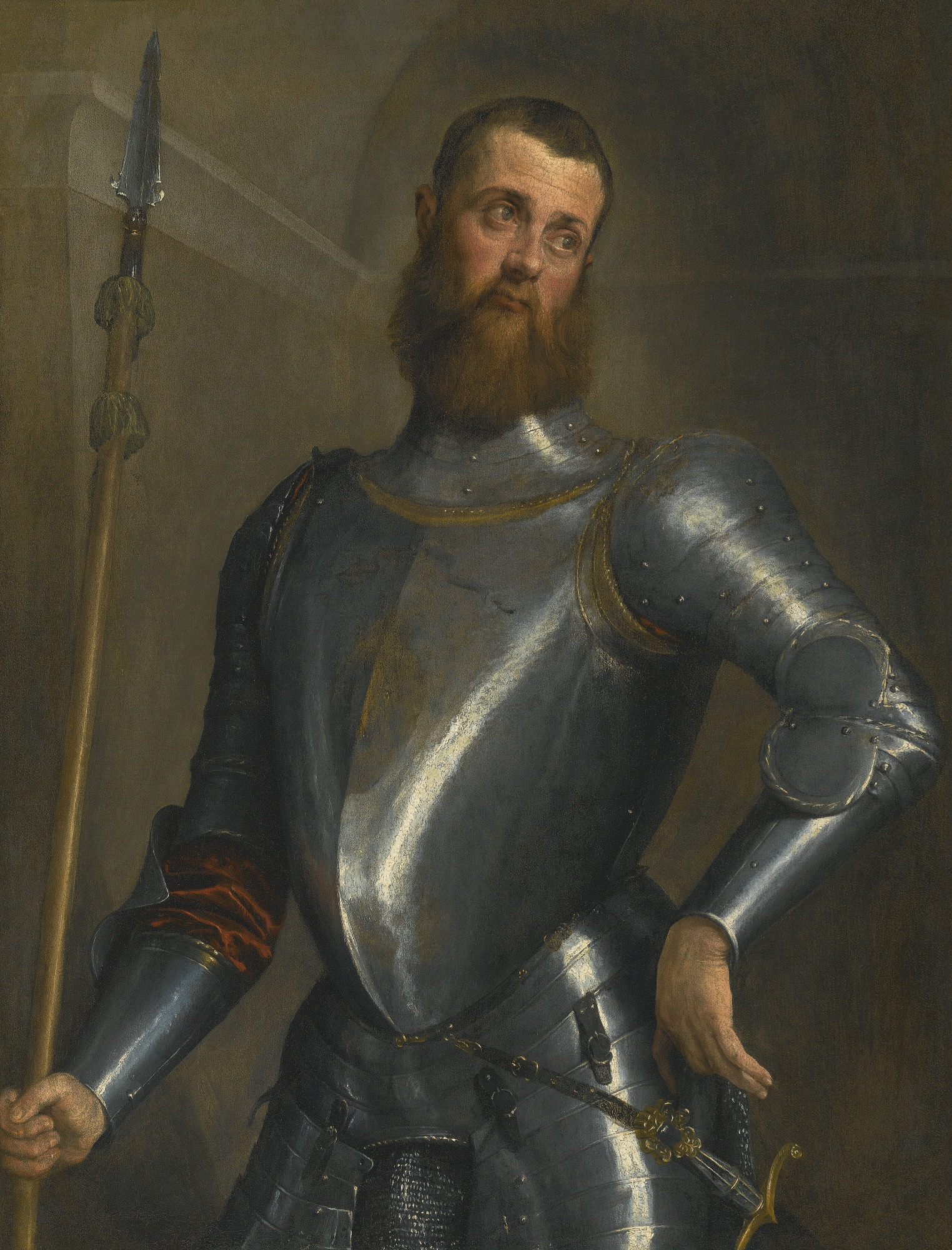
《신사의 초상화》
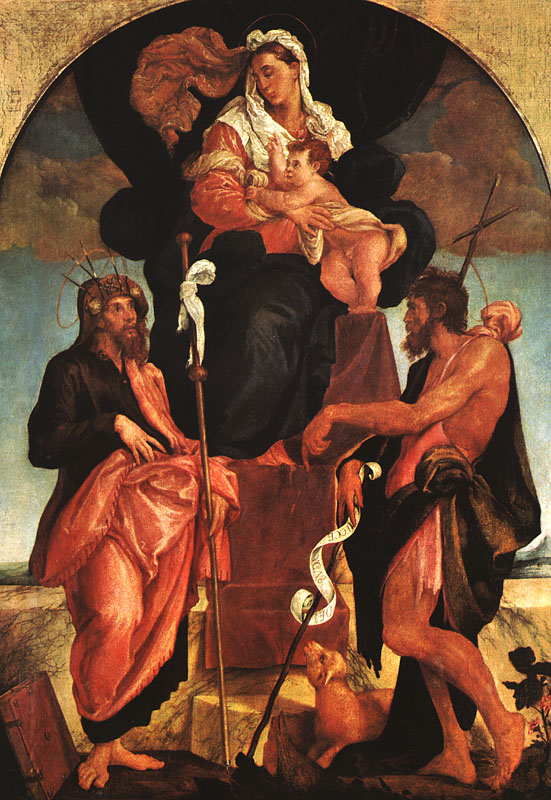
《토모 교회를 위해 그려진 제단화》
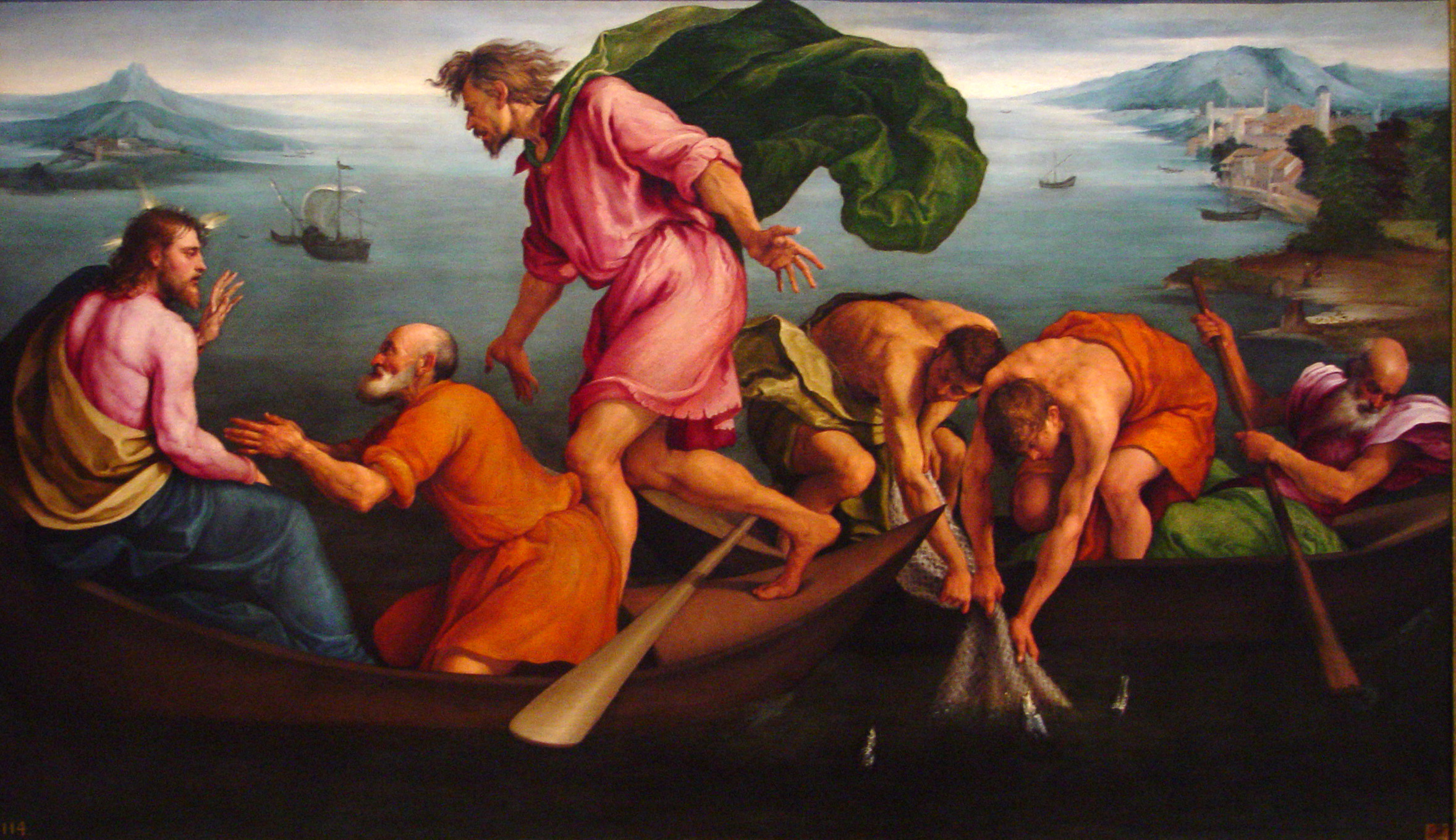
《기적의 물고기 떼》, 1545년, 내셔널 갤러리
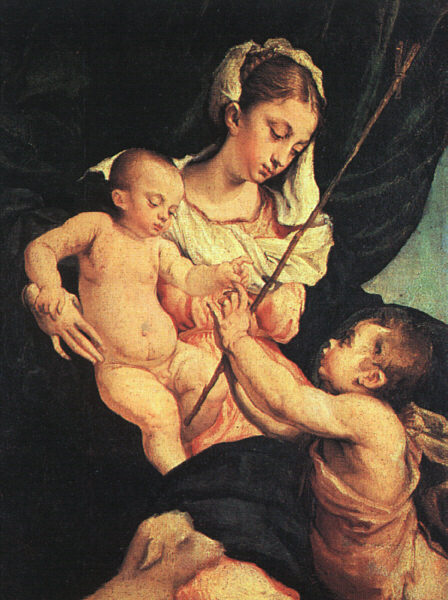
《성모 마리아와 세례자 요한과 함께 있는 아기 예수》, 1570년, 우피치 미술관
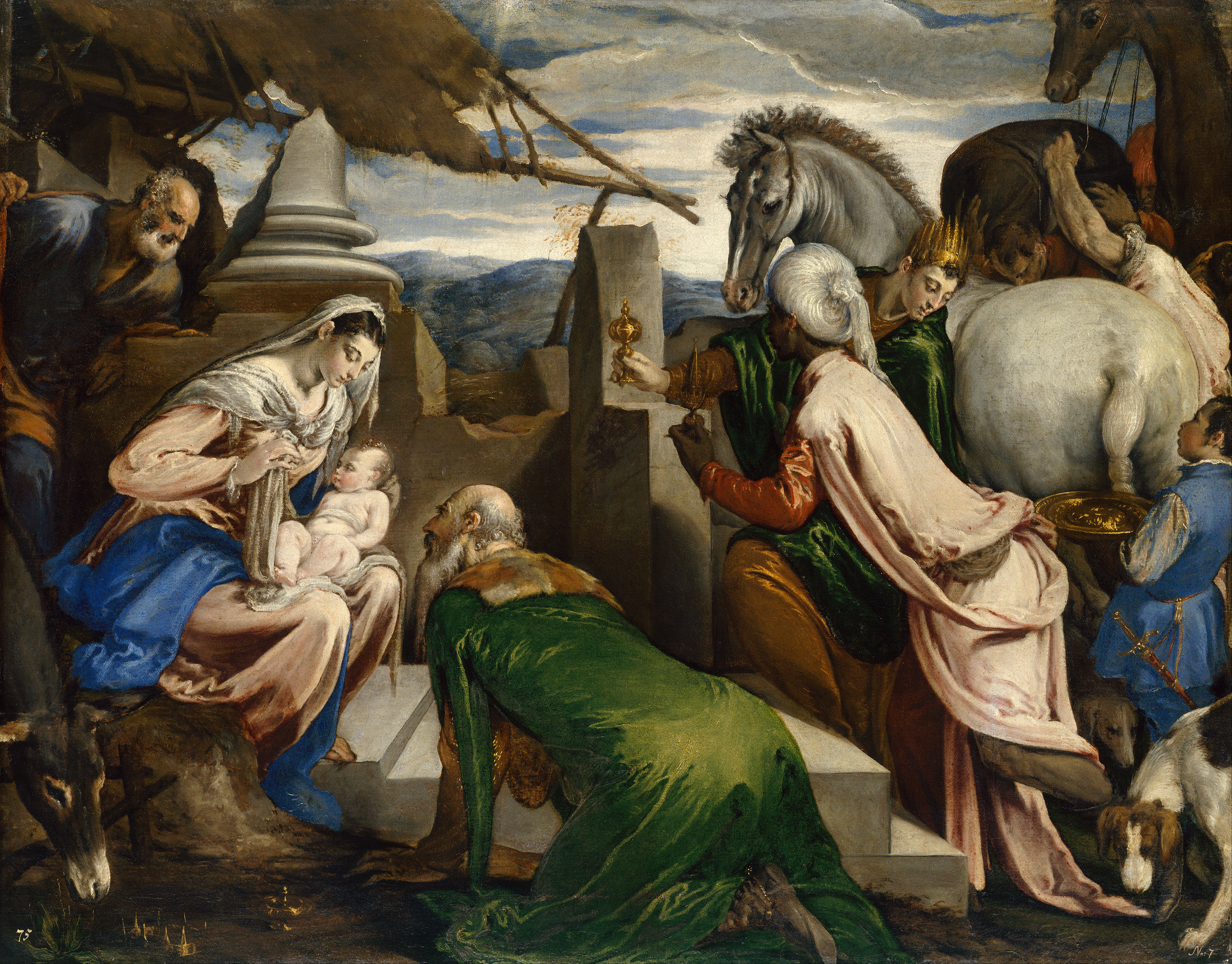
《동방박사의 숭배》, 1563년~1564년, 빈 미술사 박물관
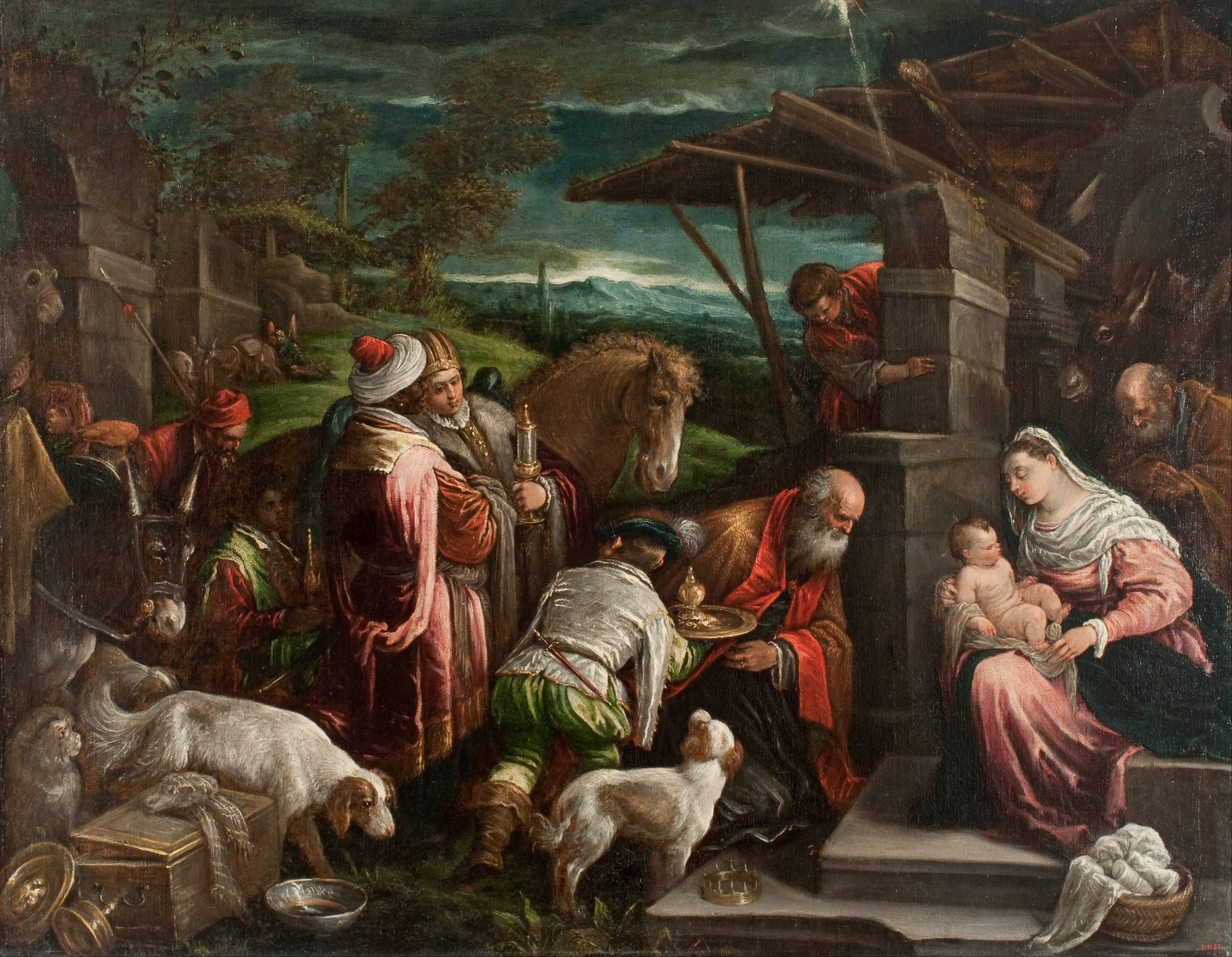
《동방박사의 예배》, 1575년경에서 1580년경 사이, 카탈루냐 미술관
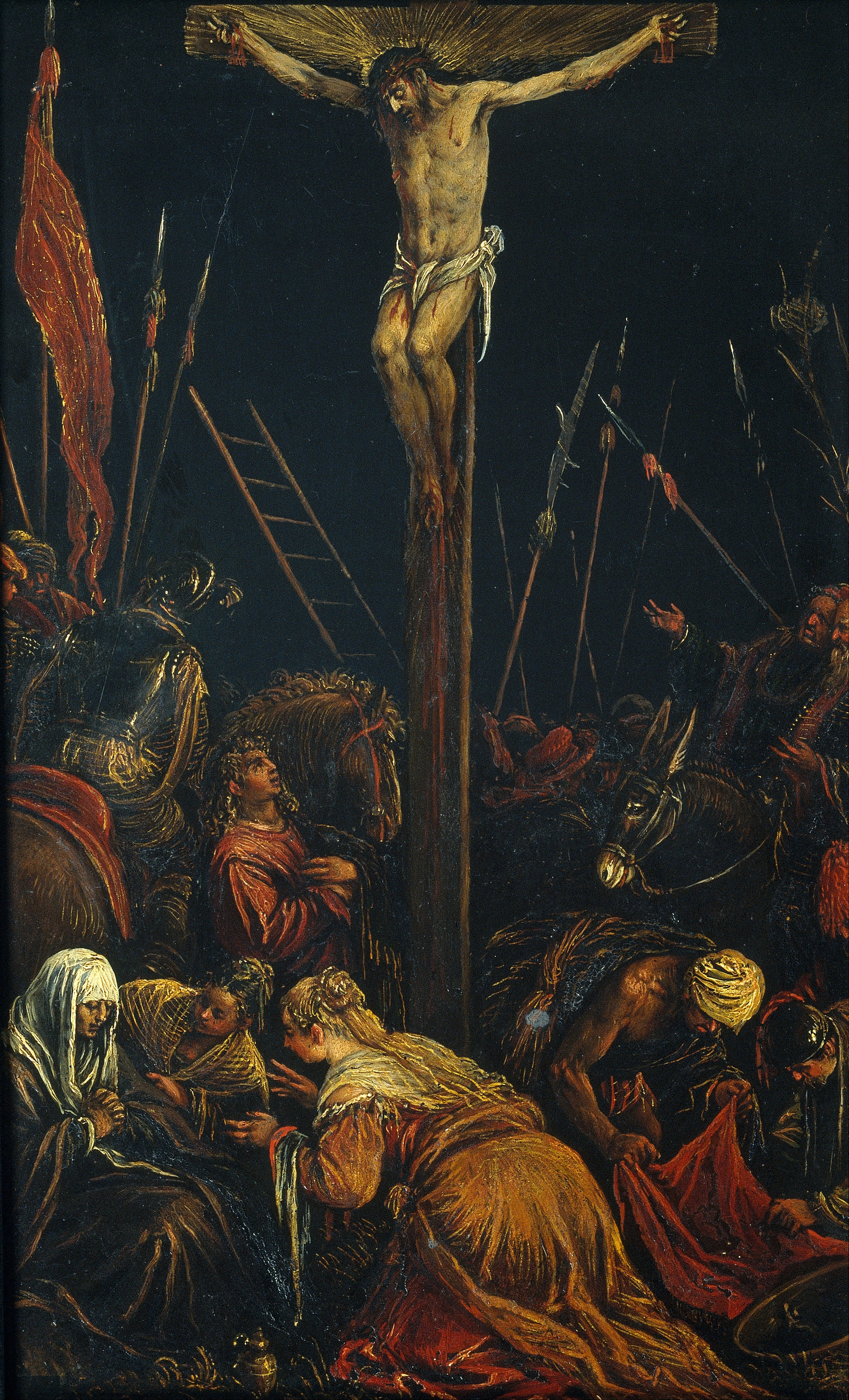
《갈보리》, 1575년경, 카탈루냐 미술관
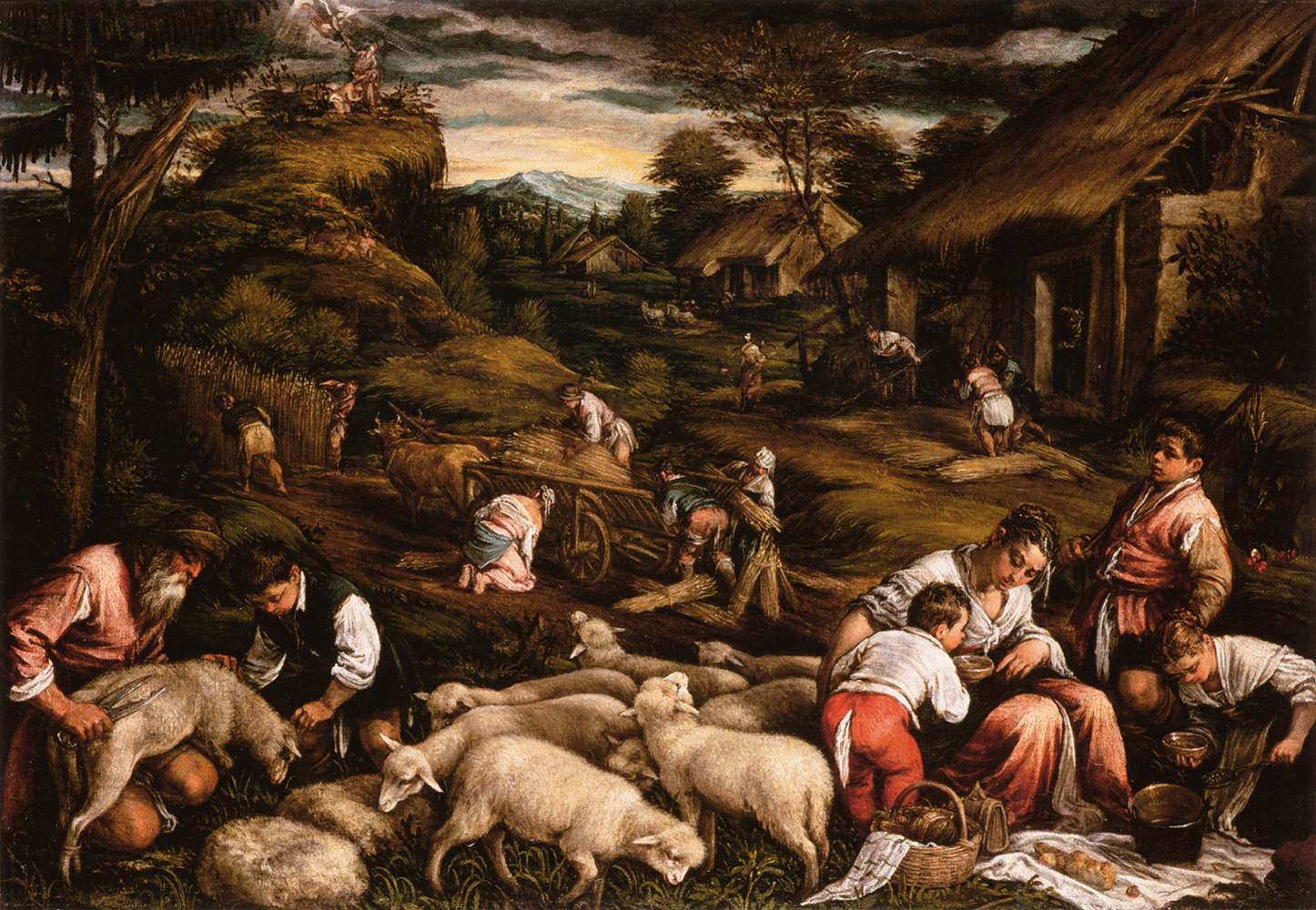
《여름 (이삭의 희생)》, 1575년경, 빈 미술사 박물관
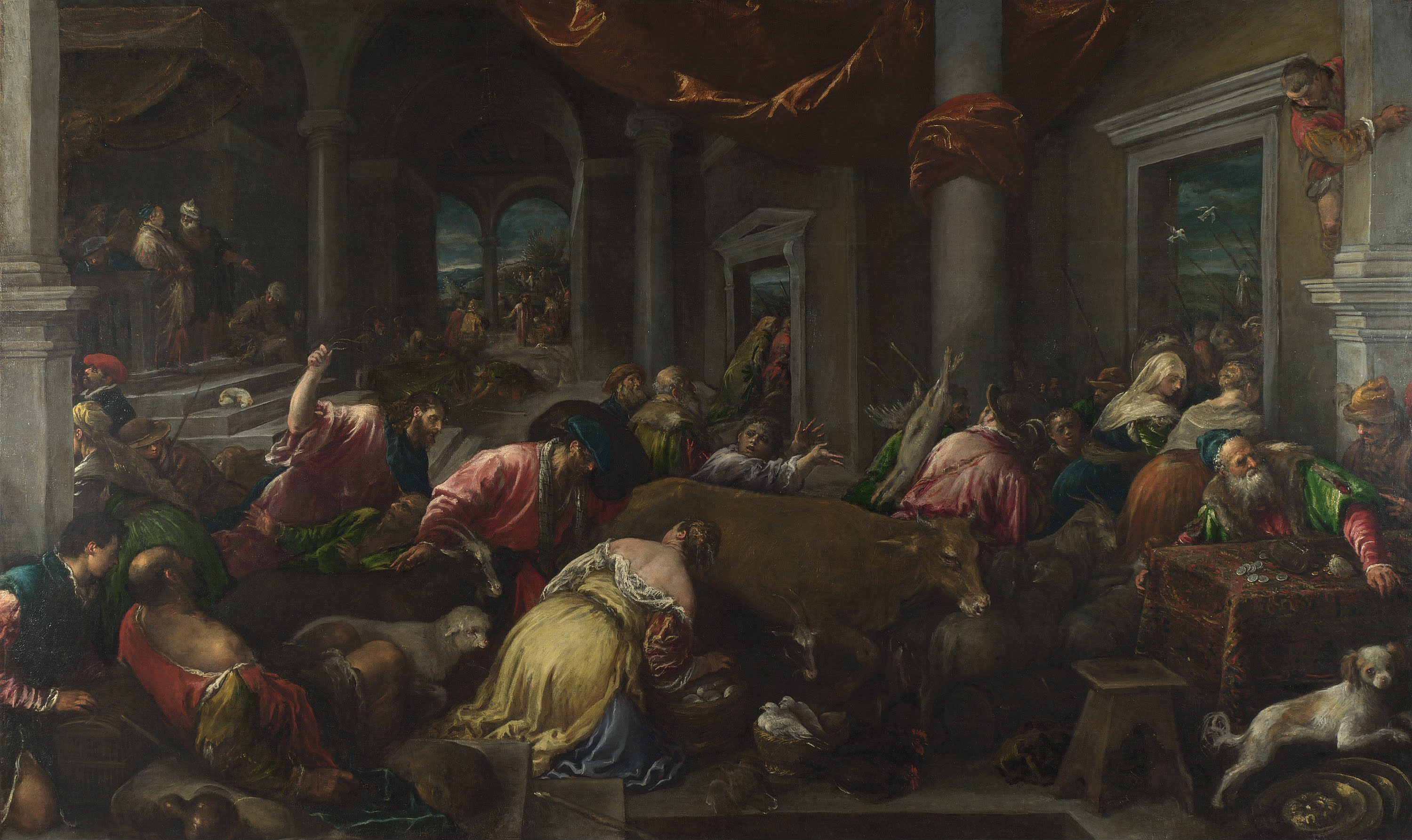
《성전의 정화》, 1580년경, 내셔널 갤러리
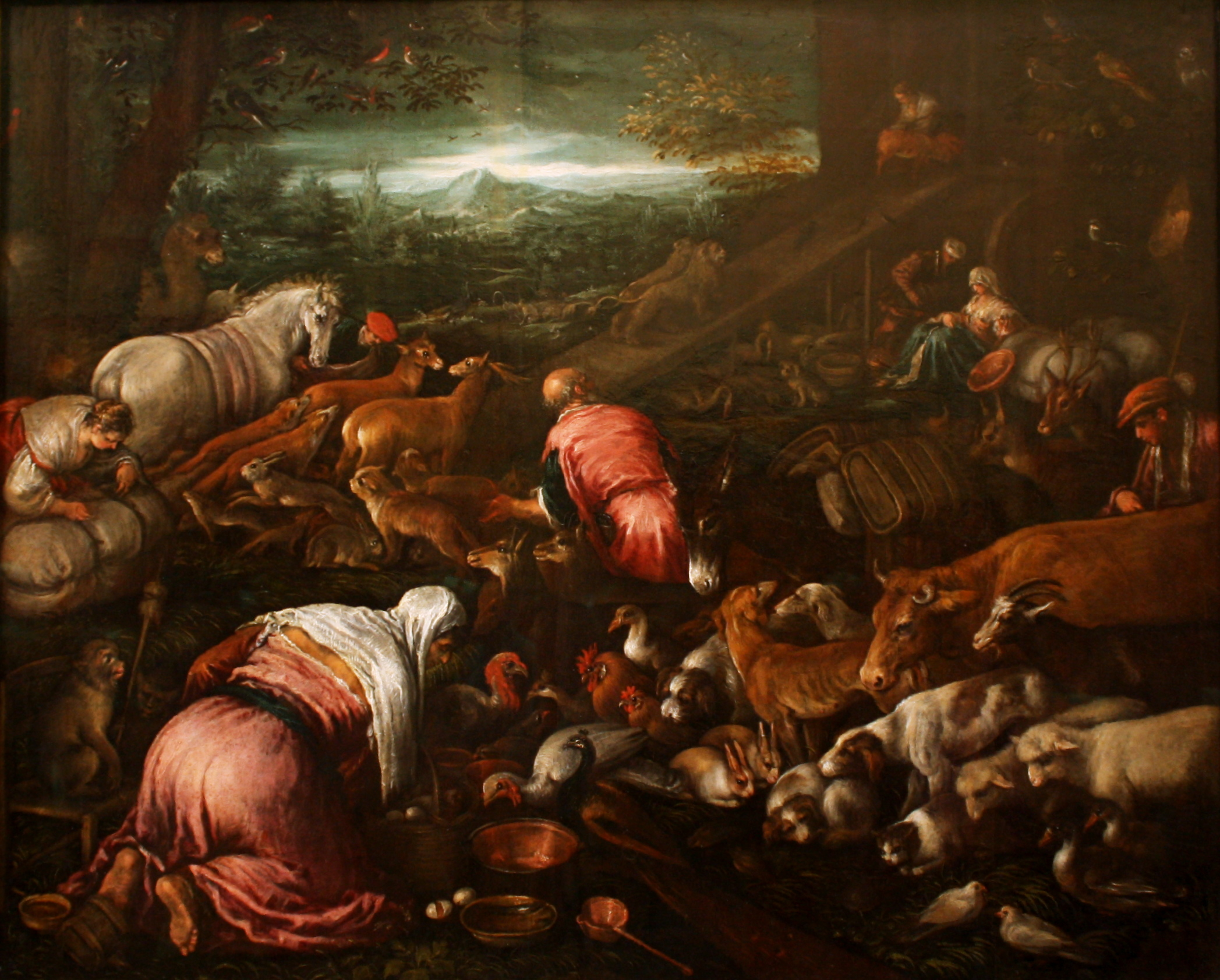
《노아의 방주에 탑승하는 동물들》, 루브르 박물관
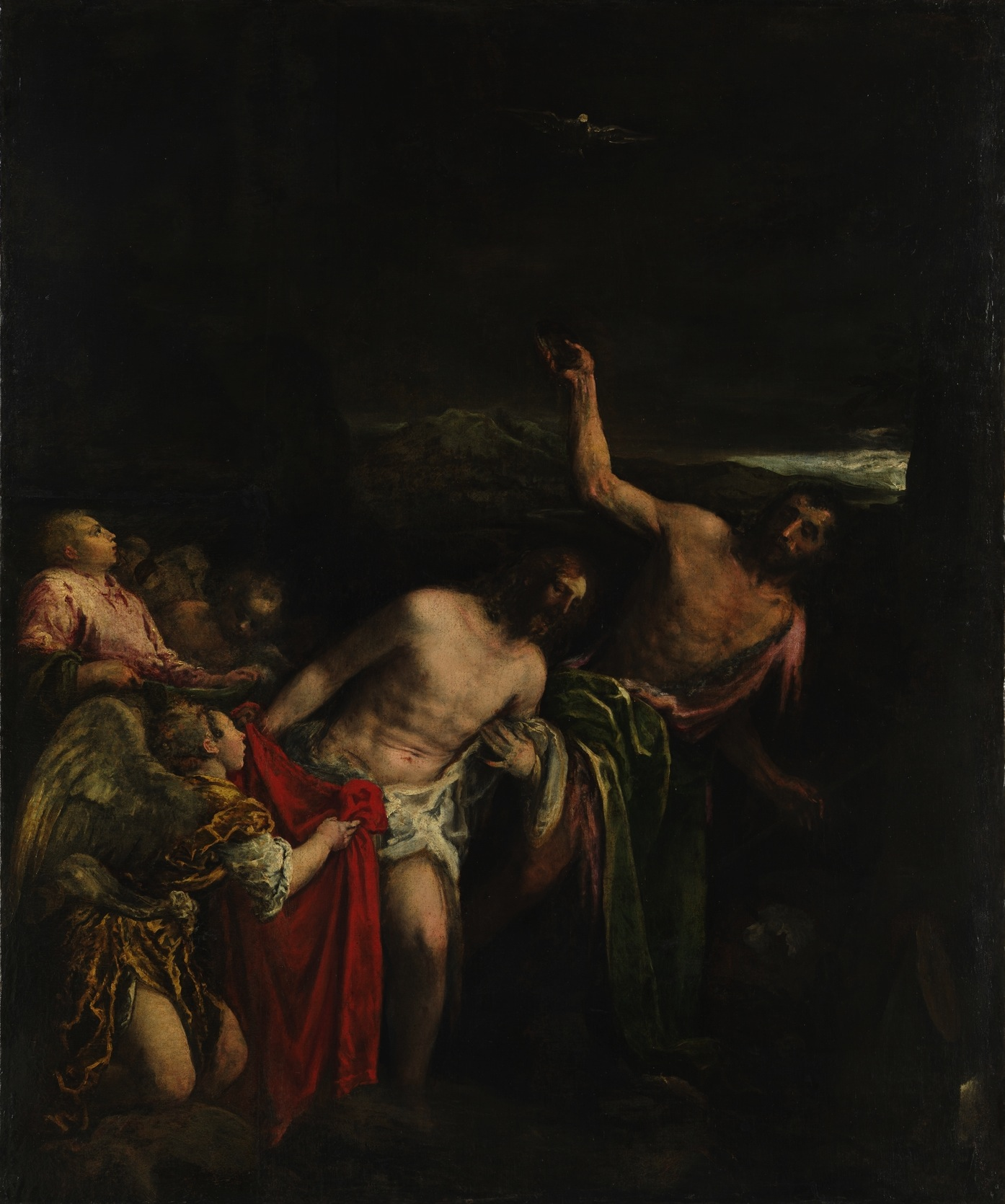
《그리스도의 세례》, 1590년경, 메트로폴리탄 미술관